# Politischer Atlas der Schweiz
Der Politische Atlas der Schweiz wird vom Bundesamt für Statistik herausgegeben. Er ist ein Werkzeug für jene, die historische und aktuelle Abstimmungs- und Wahlergebnisse räumlich analysieren wollen: Trennungslinien wie der „Röstigraben“ oder der Stadt-Land-Gegensatz und die Hochburgen der Parteien werden in den Karten auf einen Blick sichtbar gemacht – dies auch dank der kleinräumigen Darstellung auf Gemeinde- und Bezirksniveau. Den Politischen Atlas der Schweiz gibt es auf Deutsch und Französisch.

## Geschichte
Bereits das 1860 gegründete Eidgenössische Statistische Büro zog thematische Karten zur visuellen Darstellung von statistischen Ergebnissen heran. Bedeutsam sind in der frühen Epoche dabei insbesondere die im Rahmen der Landesausstellungen von 1897 und 1914 herausgegebenen "Graphisch-statistischen Atlanten". Diese veranschaulichen in verschiedenen Bereichen statistische Fakten der damaligen Zeit.
Im Oktober 2004 wurde erstmals ein Politischer Atlas der Schweiz auf einer CD-ROM veröffentlicht. Nebst einem interaktiven Atlas, welcher die Ergebnisse aller Nationalratswahlen und eidgenössischen Volksabstimmungen seit 1866 auf mehreren Gliederungsebenen visualisierte, enthielt der Atlas zusätzlich einen Datenpool. Darin waren rund 1000 Dateien mit überwiegend Gemeinde- und Bezirksergebnissen der Nationalratswahlen seit 1971 und die Resultate der eidgenössischen Volksabstimmungen seit 1981 archiviert. Zusätzlich waren auch die Wahl- und Abstimmungsergebnisse auf Kantonsebene seit 1919 bzw. 1866 abrufbar.
Im Rahmen der Visualisierung politischer Wahl- und Abstimmungsergebnisse wurden im Jahr 2007 erstmals die Ergebnisse der Nationalratswahlen am Wahlsonntag live und fortlaufend in einem Online-Atlas – dem Wahlatlas  – dargestellt. Zu Vergleichs- und Analysezwecken enthielt der Wahlatlas zusätzlich rund 600 Karten mit Ergebnissen aller Nationalratswahlen seit 1919. 2011 erfolgte eine Neuauflage des Live-Wahlatlas anlässlich der jüngsten Wahlen.
Im Jahr 2012 veröffentlichte das BFS zudem eine neue Offline-Ausgabe des Politischen Atlas der Schweiz auf USB-Stick und als iPad App, welche den Atlas von 2004 technisch ersetzt und inhaltlich vertieft.

## Rechtsgrundlage
Mit der Revision des Bundesgesetzes über Geoinformation vom 5. Oktober 2007 und dessen Ausführungsbestimmungen in der Verordnung über die Landesvermessung vom 21. Mai 2008 wurde die Herstellung nationaler Atlanten zur Bundesaufgabe erklärt.

## Informationsangebot
Der Politische Atlas der Schweiz stellt in rund 2700 interaktiven Karten die Ergebnisse der Nationalratswahlen und der eidgenössischen Volksabstimmungen dar und ergänzt diese mit den dazugehörigen Wahl- und Stimmbeteiligungen. Während sich die kostenlose, reduzierte Online-Version auf die Wahlresultate seit 1919 und Volksentscheide der letzten beiden Jahrzehnte konzentriert, zeigt die Vollversion auf USB-Stick/iPad die Daten sowohl der Wahlen als auch der Abstimmungen bereits seit 1866 auf. In beiden Versionen sind die Resultate meist jeweils auf Gemeinde-, Bezirks- und Kantonsstufe dargestellt.
Sowohl die Wahlergebnisse als auch die Resultate der Volksabstimmungen sind einerseits chronologisch zugänglich und andererseits nach Partei oder Thema der Abstimmung gegliedert.
Nebst der interaktiven Kartendarstellung stehen sämtliche Ergebnisse in Form von Excel-Tabellen zur Verfügung. Für alle, die die Zahlen „hinter den Karten“ für eigene Berechnungen und Analysen verwenden wollen, bietet der Atlas so die nötige Datengrundlagen.
Entsprechend der Durchführung der Nationalratswahlen werden die Wahlresultate alle vier Jahre aktualisiert, die Resultate der eidgenössischen Volksabstimmungen hingegen laufend an den Abstimmungssonntagen.